# Waffle Doubler
Waffle Doubler (deutsch auch Doppler) ist eine konstruktive Maßnahme im Flugzeugbau, die dazu dient, Rissfortschritt in der Außenhaut eines Flugzeuges zu verhindern. Waffle Doubler kommen beispielsweise bei der Boeing 737 zum Einsatz. 
Ein Waffle Doubler ist eine Art Netz aus Aluminiumblech, das auf die Innenseite der Flugzeughaut geklebt wird. Tritt ein Riss in der Außenhaut auf, so pflanzt sich dieser fort, bis er auf den Doubler läuft. Dort kann der Riss nicht mehr weiter wachsen und wird umgelenkt. Dies erleichtert seine Entdeckung bei einer Sichtinspektion.
Doubler wurden erstmals zur Verstärkung der Außenhaut bei der De Havilland DH.106 Comet eingesetzt, nachdem mehrere Unfälle als Folge struktureller Schwächen auftraten.